# 더 갱스터
《더 갱스터》(Essex Boys)는 영국에서 제작된 테리 윈저 감독의 2000년 범죄, 스릴러, 액션 영화이다. 숀 빈 등이 주연으로 출연하였다.

## 출연

### 주연
- 숀 빈
- 알렉스 킹스턴
- 찰리 크리드 마일즈
- 톰 윌킨슨
- 래리 램

### 조연
- 마이클 맥켈
- 빌리 머레이
- 아멜리아 로우델
- 홀리 데이비슨
- 테런스 리그비
- 조지 잭슨
- 샐리 허스트
- 게리 러브

## 기타
- 미술: 크리스 에드워즈